# Kathryn Hunter
Kathryn Hunter, nata Aikaterini Hadjipateras (in greco Αικατερίνη Χατζηπατέρας?; New York, 9 aprile 1957), è un'attrice statunitense naturalizzata britannica.

## Biografia
Nata a New York da genitori greci, si trasferì a Londra con la famiglia durante l'infanzia. Agli inizi degli anni novanta comincia a fare i primi lavori da attrice: tra i suoi lavori più noti vi è Harry Potter e l'Ordine della Fenice nella parte di Arabella Figg.

## Filmografia parziale

### Attrice

#### Cinema
- Orlando, regia di Sally Potter (1992)
- Il bambino di Mâcon (The Baby of Mâcon), regia di Peter Greenaway (1993)
- Simon Magus, regia di Ben Hopkins (1999)
- Tutto o niente (All or Nothing), regia di Mike Leigh (2002)
- Harry Potter e l'Ordine della Fenice (Harry Potter and the Order of the Phoenix), regia di David Yates (2007)
- A Midsummer Night's Dream, regia di Julie Taymor (2014)
- Il racconto dei racconti - Tale of Tales, regia di Matteo Garrone (2015)
- Macbeth (The Tragedy of Macbeth), regia di Joel Coen (2021)
- Povere creature! (Poor Things), regia di Yorgos Lanthimos (2023)
- Megalopolis, regia di Francis Ford Coppola (2024)
- The Front Room, regia di Max e Sam Eggers (2024)

#### Televisione
- Anything for a Quiet Life, regia di Andy Wilson – film TV (1990)
- Screen Tow – serie TV, 1 episodio (1992)
- Grushko – serie TV 2 episodi (1994)
- Testimoni silenziosi (Silent Witness) – serie TV 1 episodio (2001)
- NCS : Manhunt, regia di Michael Whyte – film TV (2001)
- Roma (Rome) – serie TV, 4 episodi (2005-2007)
- Flowers – serie TV, 3 episodi (2018)
- Black Earth Rising – serie TV, 2 episodi (2018)
- I miserabili (Les Misérables), regia di Tom Shankland – miniserie TV, puntata 2 (2019)
- Landscapers - Un crimine quasi perfetto (Landscapers), regia di Will Sharpe – miniserie TV, 3 puntate (2021)
- Andor – serie TV, 6 episodi (2022-2025)
- Grotesquerie – serie TV, 4 episodi (2024)
- Black Doves – serie TV, 4 episodi (2024)

#### Cortometraggi
- Wet and Dry, regia di John McKay (1997)
- Dear Anna, regia di Walter Meierjohann (2011)
- The Other Place, regia di Mareike Engelhardt (2016)

### Doppiatrice
- Tron: Uprising - serie TV, 1 episodio (2012)
- A Step Outside Your Mind, regia di Jaunay Desroches Gaelle e Gilles Kazazian (2016)

## Teatrografia (parziale)

### Regista
- Macbeth di William Shakespeare. Clwyd Theatr di Mold (1994)
- La commedia degli errori di William Shakespeare. Shakespeare's Globe di Londra (1999)
- Pericle, principe di Tiro di William Shakespeare. Shakespeare's Globe di Londra (2005)
- Gli uccelli di Aristofane. National Theatre di Londra (2002)
- Otello di William Shakespeare. Tour UK della Royal Shakespeare Company (2009)

### Attrice
- Il malato immaginario di Molière, regia di Nancy Meckler. Lyric Theatre di Londra (1987)
- Our Country's Good di Timberlake Wertenbaker, regia di Max Stafford-Clark. Royal Court Theatre di Londra (1988)
- La scuola delle mogli di Molière, regia di Annie Castledine. Derby Playhouse di Derby (1989)
- La visita della vecchia signora di Friedrich Dürrenmatt, regia di Annabel Arden. National Theatre di Londra (1991)
- Donna Rosita nubile di Federico García Lorca, regia di Phyllida Lloyd. Almeida Theatre di Londra (1996)
- Re Lear di William Shakespeare, regia di Helena Kaut-Howson. Young Vic di Londra (1997)
- Madre Coraggio e i suoi figli di Bertolt Brecht, regia di Nancy Meckler. Ambassadors Theatre di Londra (2000)
- La bisbetica domata di William Shakespeare, regia di Phyllida Lloyd. Shakespeare's Globe di Londra (2003)
- Riccardo III di William Shakespeare, regia di Barry Kyle. Shakespeare's Globe di Londra (2003)
- Re Lear di William Shakespeare, regia di David Farr. Courtyard Theatre di Straford-upon-Avon (2011)
- Sogno di una notte di mezza estate di William Shakespeare, regia di Julie Taymor. Polonsky Shakespeare Center di Brooklyn (2013)
- Timone d'Atene di William Shakespeare, regia di Simon Godwin. Royal Shakespeare Theatre di Stratford-upon-Avon (2018), tour USA (2020)
- Le sedie di Eugène Ionesco, traduzione e regia di Omer Eleria. Almeida Theatre di Londra (2022)
- Re Lear di William Shakespeare, regia di Helena Kaut-Howson. Shakespeare's Globe di Londra (2022)

## Doppiatrici italiane
Nelle versioni in italiano delle opere in cui ha recitato, Kathryn Hunter è stata doppiata da:
- Graziella Polesinanti in Harry Potter e l'Ordine della Fenice, I miserabili, Andor
- Stefania Romagnoli in Roma, Il racconto dei racconti, Megalopolis
- Laura Romano in Macbeth, Povere creature!
- Sonia Scotti in Grotesquerie